# Song Kim
Song Kim (14 tháng 4 năm 1913 – 23 tháng 11 năm 2008) là một diễn viên sân khấu Việt Nam. Bà là một trong những nữ diễn viên kịch nói đầu tiên ở Việt Nam và là người vợ của nhà thơ Thế Lữ. Bà được phong tặng danh hiệu Nghệ sĩ Nhân dân vào đợt 1 (1984).

## Tiểu sử và sự nghiệp
Song Kim tên thật là Phạm Thị Nghĩa, sinh ngày 14 tháng 4 năm 1913 tại huyện Hoàn Long, tình Hà Đông (cũ) nay thuộc nội thành Hà Nội. Bà sinh ra trong gia đình quan lại, cha của bà là ông quan phủ Mẫn. Theo hồi ký Phạm Duy, thì bà là cô của Thái Thanh, Phạm Đình Chương, Thái Hằng. Lên trung học, bà học tại trường nữ học Ác-măng Rút-xô (Armand Rousseau).
Hai mươi tuổi, bà làm một giáo viên tại trường tư thục Khuê Anh và trường Victor Hugo. Khi những người bạn gái của bà là Khánh Vân, Minh Trâm, Lan Bình (sau này là vợ nhạc sĩ Nguyễn Xuân Khoát) được mời vào Ban kịch Tinh Hoa (của Thế Lữ, Vũ Đình Hoè, Đoàn Phú Tứ...) để làm diễn viên, bà đã làm quen với Thế Lữ. Năm 1938, bà được Thế Lữ mời vào vai cô Mão trong vở Gái không chồng do nhóm kịch Thế Lữ dàn dựng, biểu diễn tại Nhà hát lớn Hải Phòng. Sau đó bà tiếp tục đóng những vai cô vũ nữ Xuyến trong Sau cuộc khiêu vũ (Đoàn Phú Tứ), Cụ phán bà trong Ông ký cóp (Vi Huyền Đắc), bà vú nhè trong Lọ vàng (Mai Phương phóng tác từ Cái nồi của Plot) cùng một số vai khác trong các vở của nhóm kịch Thế Lữ và được đánh giá là một diễn viên tài năng đầy hứa hẹn. Bà kết hôn với Thế Lữ vào cuối năm 1938.
Năm 1942, Song Kim – Thế Lữ tiếp tục hoạt động trong đoàn kịch Thế Lữ (mới thành lập và có sự tham gia của Lê Đại Thanh, Linh Tâm, Tú Mỡ, Nguyễn Tuân, Văn Chung, Kỳ Ngung, Nguyễn Xuân Khoát, Nguyễn Văn Tỵ, Minh Trâm, Kim Bình...). Sau đó bà lại tham gia vào đoàn kịch Anh Vũ (chuyển từ đoàn Thế Lữ sang) cho đến Cách mạng tháng Tám thành công. Sau Tổng khởi nghĩa ở Thanh Hóa, đoàn Anh Vũ tiếp tục đi lưu diễn nhưng với những vở kịch mới ca ngợi cách mạng. Sau đó khi về đến Hà Nội, đoàn Anh Vũ dần giải tán, nhiều thành viên tham gia lập các đoàn mới như Hoa Lan và Đông Phương.
Năm 1947, kháng chiến bùng nổ. Thế Lữ – Song Kim tham gia kháng chiến từ những ngày đầu, làm kịch kháng chiến, tham gia ban sân khấu Đoàn văn hoá kháng chiến rồi Đoàn sân khấu Việt Nam. Năm 1949, Đoàn sân khấu Việt Nam chuyển thành Đoàn kịch Chiến Thắng. Bà cùng đoàn đi biểu diễn nhiều nơi, đóng hàng loạt vở kịch ngắn, dài với nội dung cách mạng. Một số vai bà đóng như như Cô chủ quán trong Tay người đàn bà, Mẹ anh Sơ trong Anh Sơ đầu quân, bà sếp Thịnh trong Giác ngộ, chị Đơi trong Vợ người thương binh... (phần lớn những vở kịch là của Nguyễn Huy Tưởng).

Thế Lữ và Song Kim những năm 1960.

Năm 1952, Đoàn văn công nhân dân Trung ương thành lập. Bà được học lớp chèo do các nghệ sĩ như Cả Tam (Trịnh Thị Lan), Năm Ngũ, Dịu Hương dạy và đóng một số vai chèo như già Đa trong Chị Tấm anh Điền (cải bên từ vở Tấm Cám; Hàn Thế Du, Lưu Quang Thuận và Song Kim viết), chị Nông trong Chị Trầm (Tú Mỡ). Sau kháng chiến, bà tham gia Đoàn kịch nói trung ương (1955-1971). Bà đóng thành công nhiều vai, nhất là những vai về các bà mẹ, như bà cụ Mạo trong Một đảng viên, bà mẹ Nguyên trong Quê hương Việt Nam, bà Thà trong Đôi bạn, bà mẹ trong Lửa hậu phương, Đâu có giặc là ta cứ đi... hay vai phản diện như cụ Đại Lợi trong Quẫn. Bà đã đóng trên dưới 40 vai trong các vở kịch nói và là một trong những diễn viên kỳ cựu của kịch nói Việt Nam cùng Thế Lữ, Trúc Quỳnh, Đào Mộng Long...
Song Kim về hưu năm 1971. Bà đã viết hai cuốn hồi ký Cuộc đời sân khấu của chúng tôi và Những chặng đường sân khấu. Năm 1984, bà được phong tặng danh hiệu Nghệ sĩ nhân dân đợt đầu tiên.
Thế Lữ qua đời năm 1989. Hai ông bà không có người con nào, tuy nhiên bà là người góp phần nuôi dạy người con riêng của Thế Lữ với người vợ trước, đó là đạo diễn Nguyễn Đình Nghi).
Nghệ sĩ Song Kim mất vào 4h30' sáng ngày 23 tháng 11 năm 2008, hưởng thọ 95 tuổi.

## Một số vai diễn
| - Cô Mão trong Gái không chồng - Cụ phán bà trong Ông Ký Cóp - Xuyến trong Sau cuộc khiêu vũ - Bà Cả và bà Ba trong Kim tiền - Bà thông Đán trong Đồng bệnh - Bà cả trong Khóc lên tiếng cười - Loan trong Đoạn tuyệt - U già trong Cậu cả - Vú nhè trong Lọ vàng - Người vay nợ trong Cụ Diệu Từ - Mẹ Ba Danh trong Vụ án Ba Danh - Diễn viên mới trong Đời nghệ sĩ - Bà Tú Văn trong Đợi chờ | - Bà nội trong Hai em liên lạc - Bà Phước trong Cụ đạo, Sư ông - Ni cô trong Nhà sư giết giặc - Vợ ông đồ Giáp trong Ông đồ Giáp - Cô chủ quán trong Tay người đàn bà - Mẹ anh Sơ trong Anh Sơ đầu quân - Bà Thịnh trong Giác ngộ - Phượng trong Vết cũ - Chị Đơi trong Vợ người thương binh - Mẹ Đội Mão trong Trở về - Chị Vấn trong Chị Vấn đi dân công - Mế Tươi trong Tin chiến thắng nghĩa lộ - Già Đa trong Chị Tấm anh Điền (chèo) | - Chị Nông trong chèo Chị Trầm - Natasa trong Hàng ngũ hoà bình - Bà cụ Sơn trong Chị Hoà - Bà Khả trong Đầu sóng ngọn gió - Vợ giáo sư trong Liuba - Bà cụ Mạo trong Một đảng viên - Mẹ Đồng A San trong Đứng gác dưới ánh đèn neon - Bà Thà trong Đôi bạn - Cụ Đại Lợi trong Quẫn - Bà mẹ Platon trong Platon Creset - Mẹ Nguyên trong Quê hương Việt Nam - Mẹ Vịnh trong Đêm mưa - Bà mẹ trong Đâu có giặc là ta cứ đi - Bà mẹ trong Lửa hậu phương |